# Kaltouma Nadjina
Kaltouma Nadjina, född 16 november 1976 i Bol i Tchad. är en tchadisk före detta sprintlöpare som deltog både i Olympiska sommarspelen 1996 i Atlanta, Olympiska sommarspelen 2000 i Sydney samt i Olympiska sommarspelen 2004 i Aten.
Sammanlagt har hon vunnit tretton medaljer i internationella mästerskap under sin karriär.

## Biografi
Nadjina föddes i Bol i regionen Lac vid Tchadsjön.

### Olympiska spel
Efter Rosalie Gangué var hon den andra kvinnan i historien att representera Tchad i olympiska spelen. Både 1996 och 2004 var hon flaggbärare vid invigningsceremonin. 1996 tävlade hon bara i 200 meter men år 2000 och 2004 dubblerade hon och ställde även upp i 400 meter. På 400 meter tog hon sig vidare till kvartsfinal år 2000, och i Aten 2004 tog hon sig till semifinal och var nära att nå finalen och hon blev fjortonde kvinna totalt av de 43 som ställde upp.

### Övriga meriter
Nadjina inledde sin internationella elitkarriär när hon år 1993 sprang tävlingar i Stuttgart. 1994 så tävlade hon i Juniorvärldsmästerskapen i friidrott i Lissabon samt i de afrikanska juniormästerskapen i Alger, Algeriet.
2001 vann Nadjina 200 meter under de Frankofonska spelen som gick av stapeln i Ottawa. Hon tog även silver på 400 meter. Under samma år blev hon femma i Världsmästerskapen i friidrott 2001 i Edmonton på disciplinen 400 meter med tiden 50.80 sekunder.
År 2002 blev hon femma i IAAF World Cup på distansen 400 meter.
Samma år i augusti under de Afrikanska mästerskapen i friidrott i Radès tog hon dubbla guldmedaljer på både 200 och 400 meter. Vid Afrikanska mästerskapen i friidrott 2004 i Brazzaville vann hon brons på 200 meter samt silver på 400 meter med tiden 50.60 sekunder. 2005 vann hon igen både 200 och 400 meter under de Frankofonska spelen som det året gick i Niger. Hon deltog även i Världsmästerskapen i friidrott 2005 i Helsingfors men blev utslagen i försöksheatet.
Nadjina har 2024 de nationella rekorden för kvinnor i 100 meter, 200 meter, 400 meter samt 800 meter. Hon har också nationsrekord på flera motsvarande discipliner inomhus.
Senast hon tävlade professionellt var år 2011 då hon sprang två tävlingar i USA och Kanada.

## Personliga rekord
Även nationsrekord.
- 100 meter – 11.54 (Calgary, 2009)[2]
- 200 meter – 22.73 (Edmonton, 2002)[2]
- 400 meter – 50.38 (Edmonton, 2001)[2]
- 800 meter – 2:11.15 (Walnut, Kalifornien, 2000)[2]